# Pactolus Catena
La Pactolus Catena è una struttura geologica della superficie di Dione.